# Road Dogg
Brian Girard James (Marietta (Georgia), 20 mei 1969), beter bekend als Road Dogg, is een Amerikaans professioneel worstelaar die sinds 2011 actief is in de World Wrestling Entertainment. Sinds 22 augustus 2022 vervuld hij zijn rol als Senior Vice President of Live Events voor WWE.
Sinds het begin in zijn carrière, met een tijdelijke stop, heeft hij geworsteld bij verschillende (onafhankelijke) worstelpromoties. Groot deel heeft hij gewerkt voor de World Wrestling Federation (WWF) en sloot zich daarna bij onder andere Total Nonstop Action Wrestling (TNA), World Championship Wrestling (WCW), United States Wrestling Association (USWA) en kort voor de National Wrestling Alliance (NWA).

## In het worstelen
- Finishers
  - Pumphandle falling powerslam

- Signature moves
  - DDT
  - Piledriver
  - Running knee drop, with theatrics
  - Shake, Rattle and Roll

- Managers
  - Bob Armstrong
  - Chyna
  - Konnan
  - Roxxi Laveaux
  - Tori
  - Harvey Wippleman

- Bijnamen
  - "The Road Dogg"
  - "B–Jizzle"
  - "The Real Double J"
  - "The Trailer Park Gangsta"

## Films
| Film | Rol            | Jaar     |
| ---- | -------------- | -------- |
| 2003 | Head of State  | BG James |
| 2010 | The Other Guys | BG James |

## Prestaties
- Atlantic Coast Championship Wrestling
  - ACCW Heavyweight Championship (1 keer)

- Catch Wrestling Association
  - CWA World Tag Team Championship (1 keer met Cannonball Grizzly)

- Continental Wrestling Federation
  - Continental Heavyweight Championship (1 keer)

- Millennium Wrestling Federation
  - MWF Tag Team Championship (1 keer met Beau Douglas)

- NWA Wrestle Birmingham
  - NWA Alabama Heavyweight Championship (2 keer)

- Pro Wrestling Illustrated
  - PWI Tag Team of the Year (1998) met Billy Gunn

- Total Nonstop Action Wrestling
  - NWA World Tag Team Championship (2 keer; 1x met Konnan en 1x met Ron Killings)

- United States Wrestling Association
  - USWA Heavyweight Championship (1 keer)
  - USWA Television Championship (2 keer)
  - USWA World Tag Team Championship (2 keer met Tracy Smothers)

- World Wrestling All-Stars
  - WWA World Heavyweight Championship (1 keer)

- World Wrestling Federation
  - WWF Hardcore Championship (1 keer)
  - WWF Intercontinental Championship (1 keer)
  - WWF Tag Team Championship (5 keer met Billy Gunn)

- Wrestling Observer Newsletter awards
  - Worst Gimmick (1996)